# مونیکا (خودرو)
مونیکا (خودرو) (Monica (car)) خودرویی است که در سال‌های ۱۹۷۳ تا ۱۹۷۴تولید شده‌است.
این خودرو در کلاس خودرو لوکس قرار گرفته، طراحی آن خودروهای موتور جلو-محور عقب بوده طول آن در حالت طبیعی ۴٬۹۵۵ میلیمتر (۱۹۵٫۱ اینچ)، عرض آن در حالت طبیعی ۱٬۸۲۰ میلیمتر (۷۱٫۷ اینچ) و  ارتفاع آن در حالت طبیعی ۱٬۳۳۰ میلیمتر (۵۲٫۴ اینچ) و  وزن آن در حالت طبیعی ۱٬۸۵۰ کیلوگرم (۴٬۰۸۰ پوند)  است.
موتور آن ۵۵۶۰ سی‌سی سیستم جعبه‌دندهٔ آن ۵ دنده به دو صورت خودکار و دستی است.

## نگارخانه

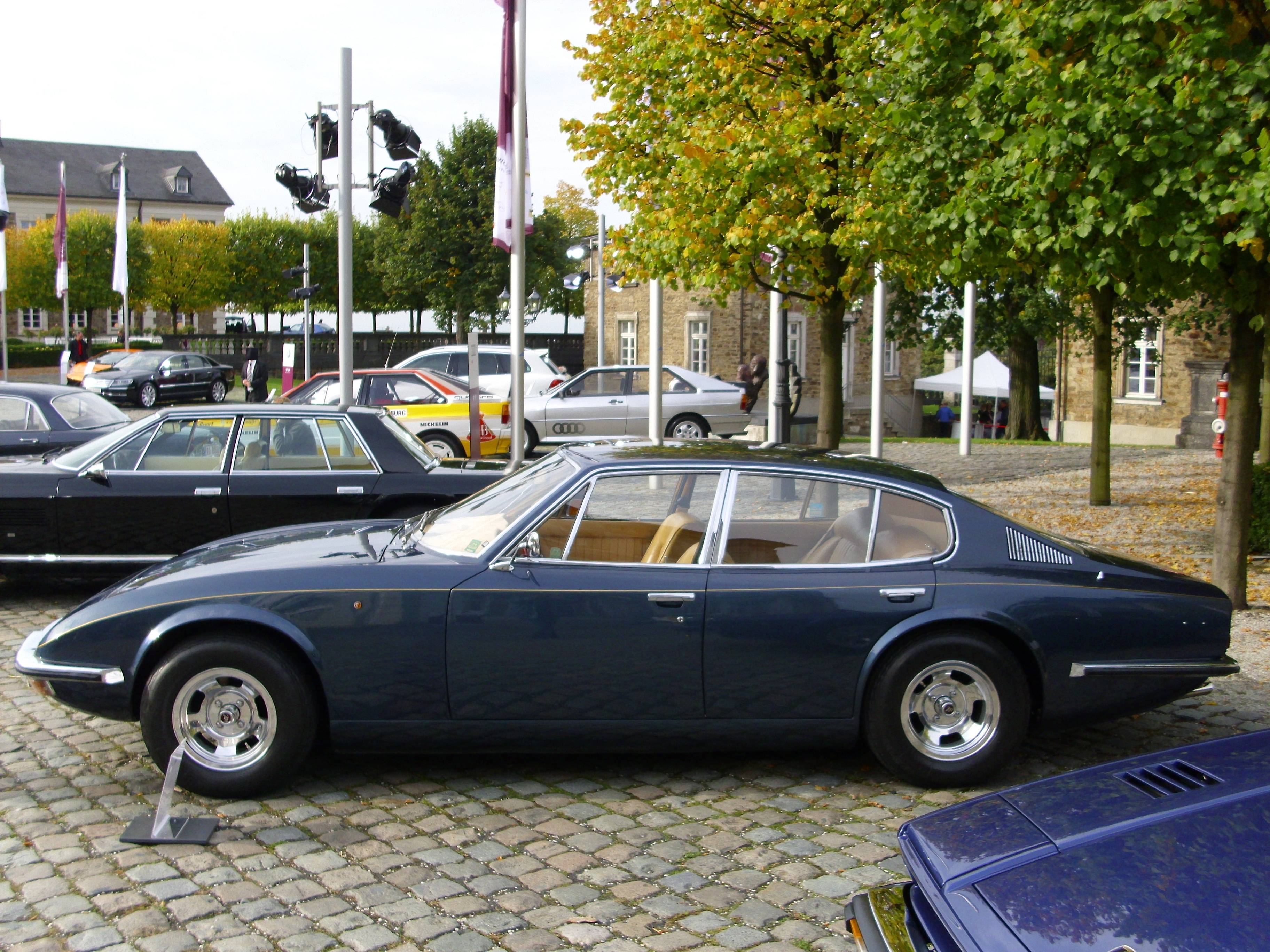
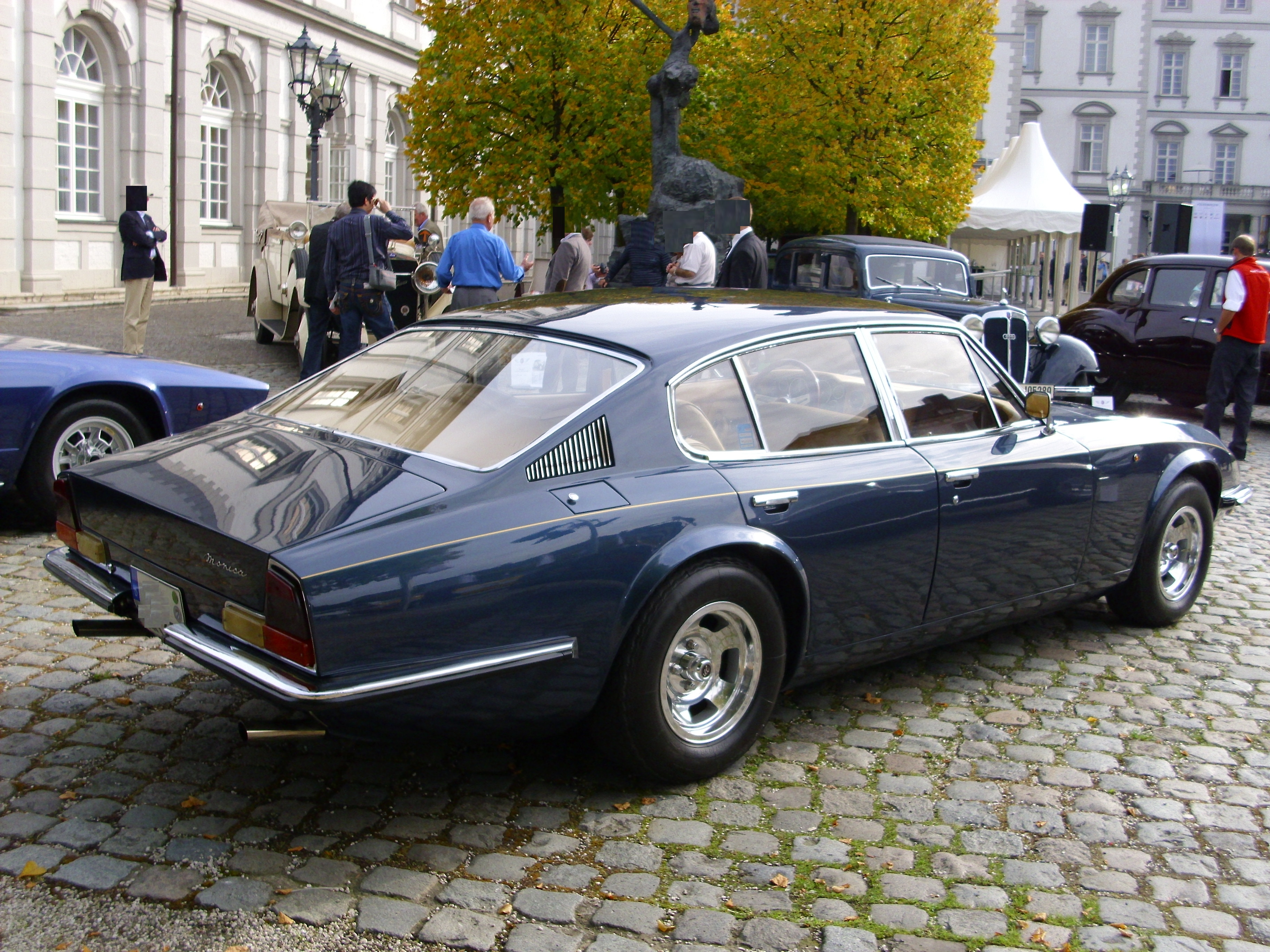
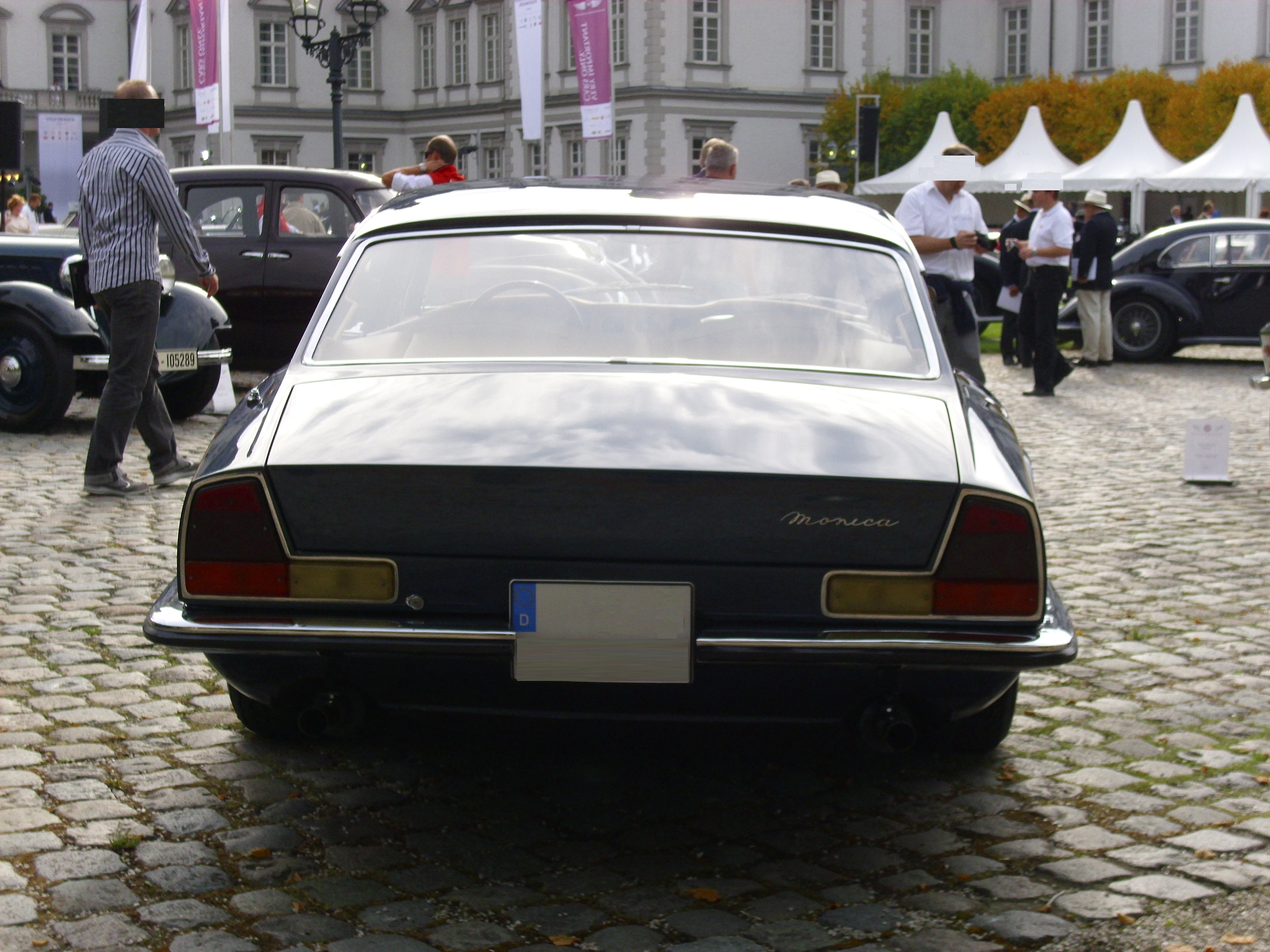
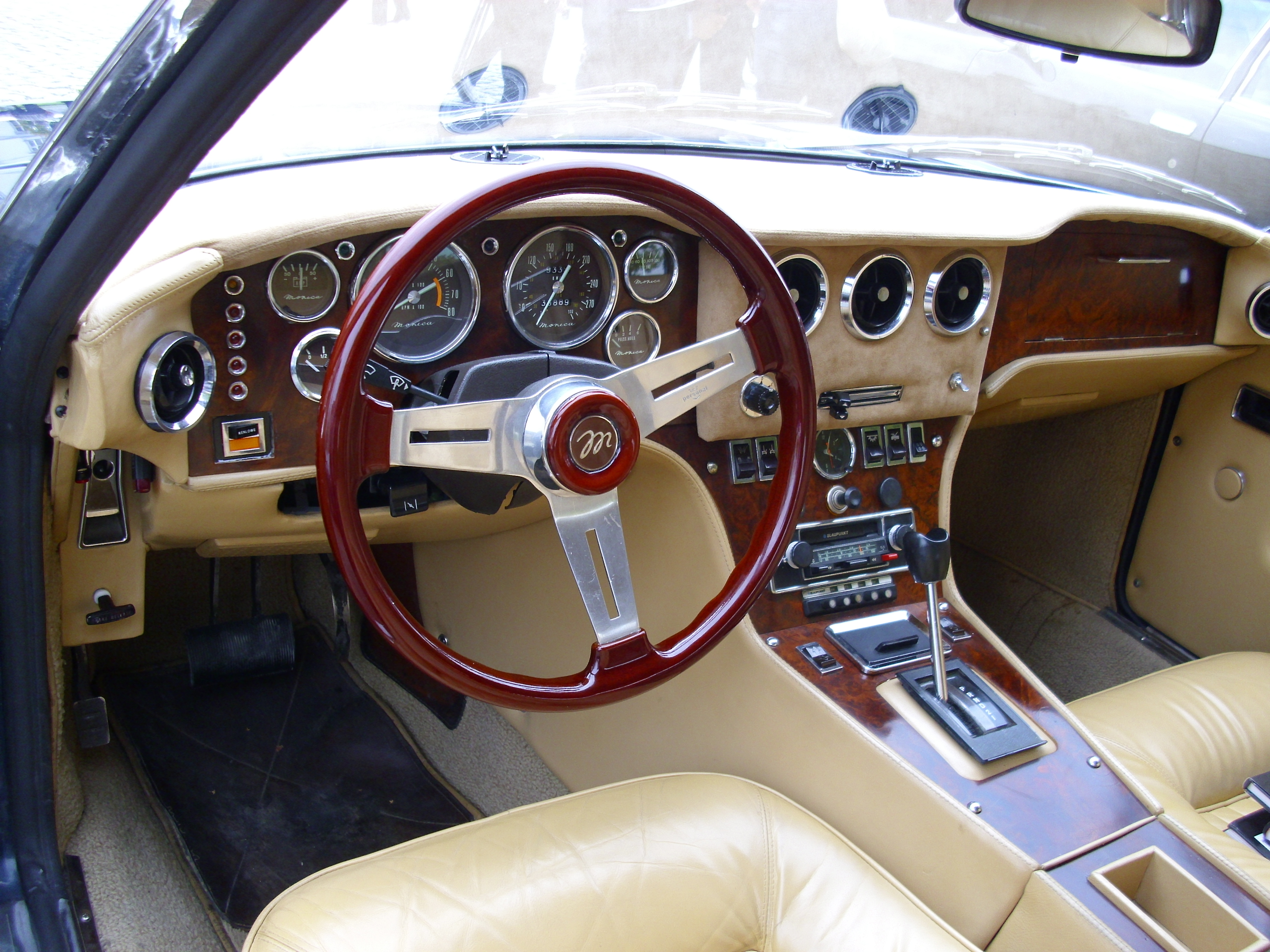
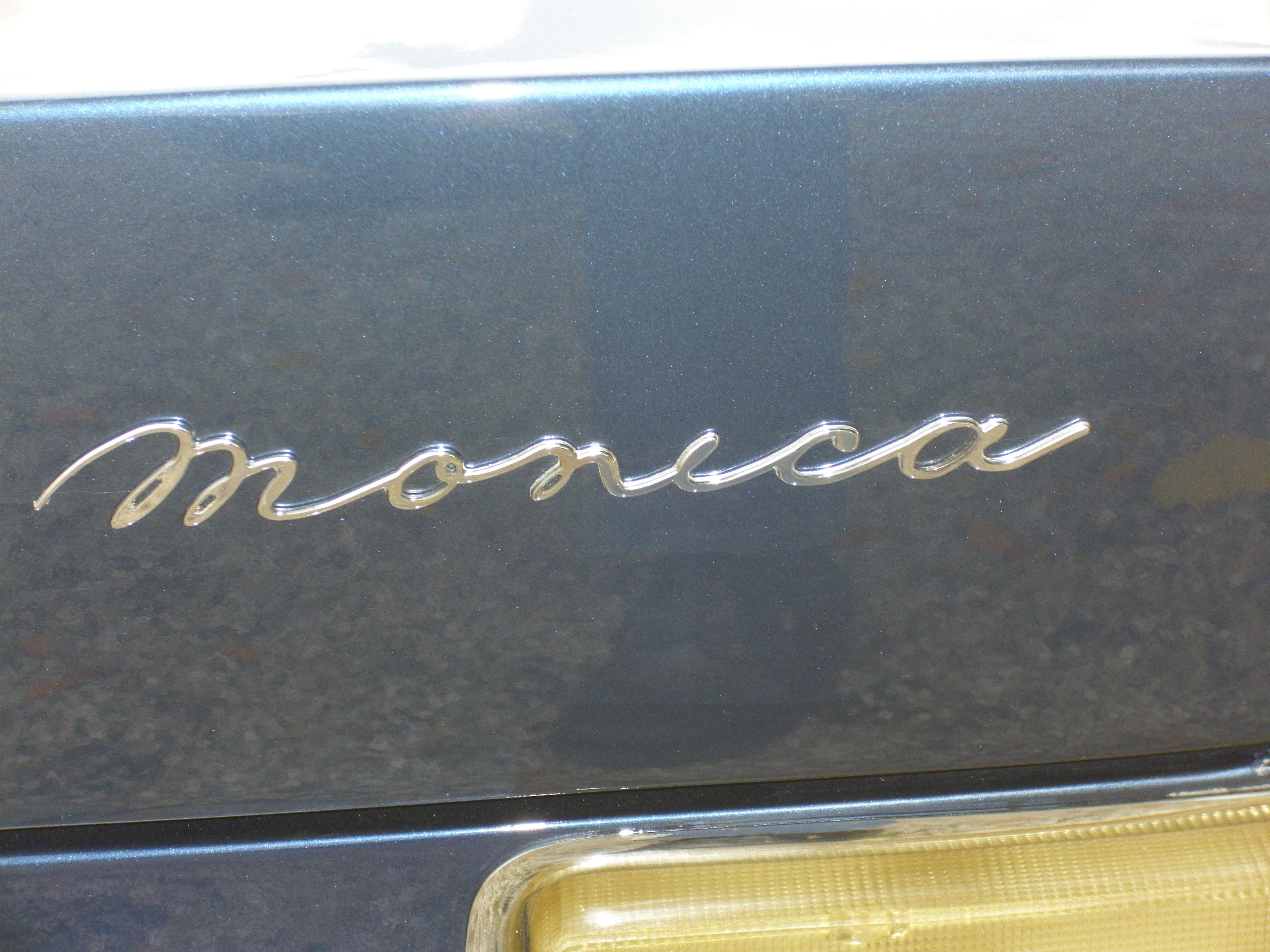
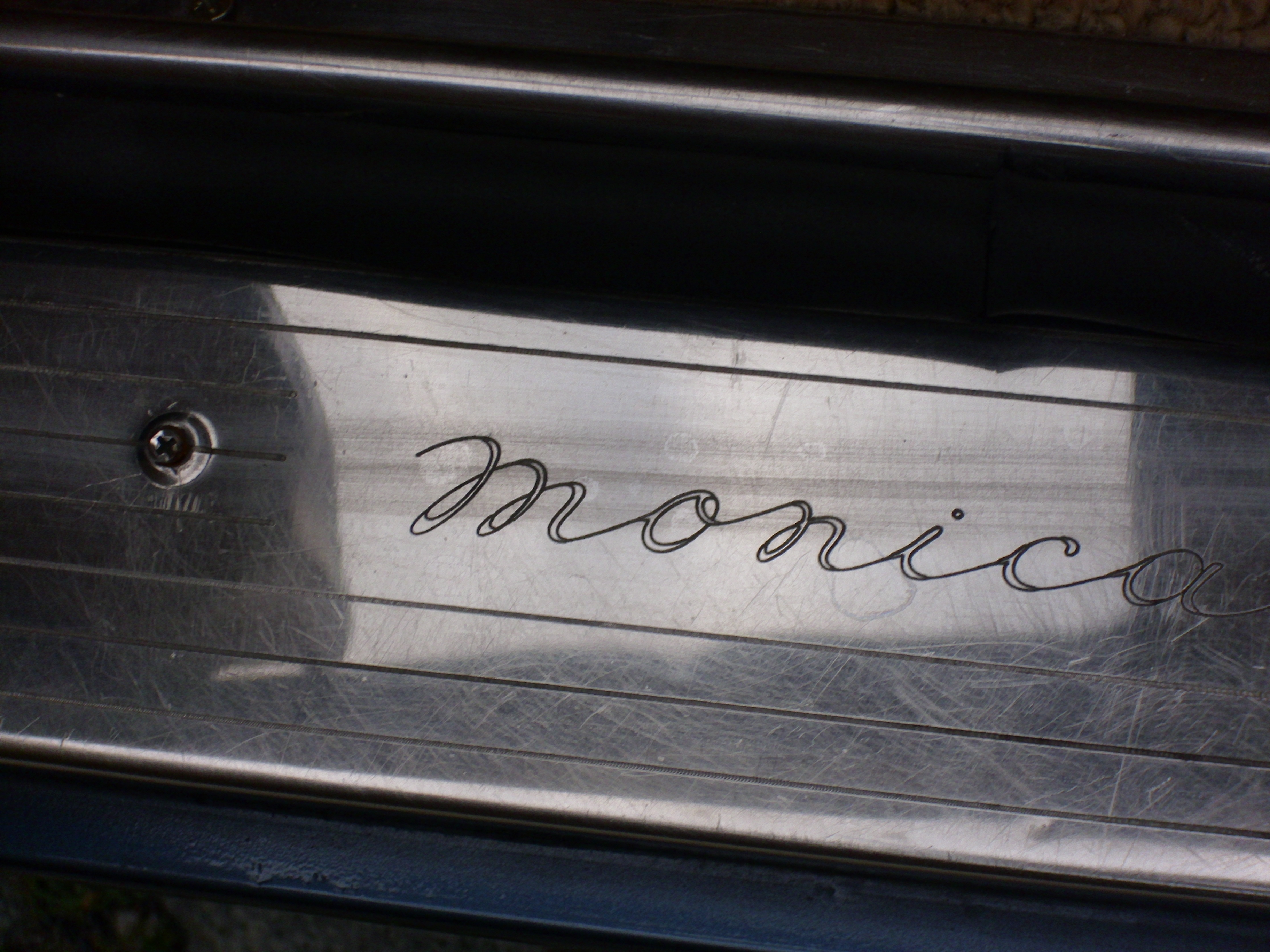